# Race Across America
Race Across AMerica (RAAM) är ett ultralopp (ultramarathon cycling) tvärs över USA. Loppet har kallats världens hårdaste cykellopp (det finns till viss del jämförbara lopp såsom Tour d'Afrique). Det arrangeras varje år. Loppet går från Stilla Havet till Atlanten (inte Mexikanska Golfen). 2008-2012 gick loppet från Oceanside, Kalifornien, CA till Annapolis, MD.

## Regler
Till skillnad från reguljära landsvägslopp körs RAAM i ett sträck. Det är ett lopp mot klockan, från starten på västkusten till målet på östkusten. Det finns inga etapper, däremot tidstationer där cyklisternas servicepersonal ska rapportera in passagetiden till tävlingskansliet. Det är inte tillåtet att köra i grupp, ligga på rulle eller ta skydd för vinden bakom fordon. Det finns inga vilodagar inlagda. Sträckan som skall tillryggaläggas varierar något från det ena året till det andra men överstiger alltid 4 800 kilometer. Tre cyklister har omkommit under loppets historia, två i kollisioner med motorfordon och den tredje, en av loppets veteraner, av medicinska skäl.
I ultracykling är en följebil obligatorisk. Den ska avlasta cyklisten från allt som denne annars skulle behöva utföra själv: navigera utefter tävlingsrutten; förse sig med mat och vätska; transportera verktyg och reservdelar etc.  
Ultracykling är en tävlingsform där motionärer och proffs kan ställa upp i samma lopp. 
RAAM körs i olika klasser, där den förnämsta är Solo. I den klassen kör en ensam cyklist hela vägen. Det är även möjligt att köra i lag, modell stafett. Laget kan bestå av två, fyra eller åtta personer. För att köra RAAM krävs att cyklisten kvalificerat sig. Det kan göras genom att köra något av de kvalificeringslopp (qualifiers) i USA och Europa som sanktioneras av RAAM.

## Historia
Det första loppet kördes 1982, då under namnet The Great American Bike Race. Premiärloppet vanns av Lon Haldeman, som tillsammans med de tre övriga deltagarna grundade RAAM och under många år var ägare av tävlingen. En av de övriga var John Marino som vid den tiden höll rekordet för cykling åt ett håll över kontinenten. Lon Haldemans första cykling över USA några år innan RAAM, var en "Double Transcontinental", tur och retur New York. Den färden tog 21 dygn. 
RAAM blev en mediahändelse i och med det andra året. Detta tack vare att TV-bolaget NBC följde loppen. Det ledde till att stora företag som McDonalds och 7-Eleven var huvudsponsorer olika år. 
Sedan 90-talet har soloklassen i RAAM dominerats av europeiska ultraproffs från Slovenien och Österrike.
De första åren var antalet damer i soloklassen betydligt större än det regelmässigt har varit sedan början av 90-talet. En ökning av kvinnornas deltagande har skett under 00-talets senare år. 
Fyra svenskar har fullföljt sträckan. Först var Bobbi Thorén 1993, som dock fullföljde inofficiellt på 12,5 dygn (utanför tidsgränsen). Catharina (Cat) Berge vann damklassen 2005 med tiden 11 dagar 11 timmar 20 minuter. Gunnar Ohlanders cyklade 2012 på 11 dagar 13 timmar 43 minuter. Greger Sundin körde 2015 på 11 dagar 20 timmar 27 min. 